# Maximilian von Berchem

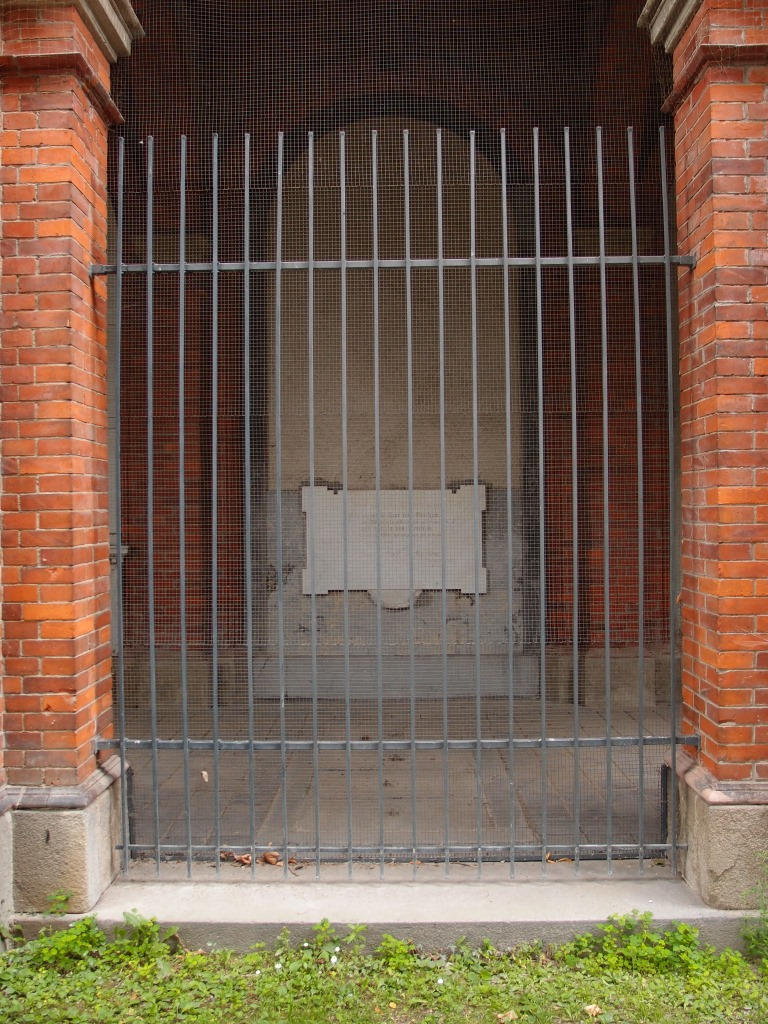
Grab von Graf Maximilian von Berchem auf dem Alten Nördlichen Friedhof in München

Graf Maximilian Sigismund Rudolf von Berchem (* 23. September 1841 in München; † 13. April 1910 in Heidelberg) war ein deutscher Diplomat und Ministerialbeamter.

## Leben
Graf Berchem stammte aus dem Haus Piesing des Adelsgeschlechts von Berchem und war der Sohn des Kammerherrn Graf Caspar von Berchem (1807–1881) und seiner Frau Sophie (1815–1898), geb. Freiin von Eichthal, und damit ein Enkel von Simon von Eichthal und Neffe von Karl von Eichthal. 
Er studierte an der Ruprecht-Karls-Universität Heidelberg Rechtswissenschaft. Mit Hans von Kanitz, Hugo von Wilamowitz-Moellendorff, Georg von Kanitz, Ernst von Köller, Wilhelm von Königsmarck und Heinrich von Brockhausen wurde er 1861 im Corps Saxo-Borussia Heidelberg aktiv.
Nach den Examen trat er 1867 in den diplomatischen Dienst des Königreichs Bayern. Während des Deutsch-Französischen Krieges war er Vertreter Bayerns im Großen Hauptquartier. 1871 trat er in den Reichsdienst über. Er wurde Erster Botschaftssekretär in Sankt Petersburg (1875) und in Wien (1878). Otto von Bismarck setzte ihn dann als Generalkonsul in Budapest ein. 1885 wurde Berchem nach Berlin in das Auswärtige Amt als Direktor der handelspolitischen Abteilung zurück berufen. 1886 wurde er Unterstaatssekretär im Auswärtigen Amt des Deutschen Kaiserreichs. 
Wegen Kompetenzbeschneidungen trat er 1890 in den Ruhestand. In Konflikt geraten war er mit Friedrich August von Holstein, der  Grauen Eminenz des Kaiserreichs. 
1896 erbte er die Herrschaft  Kuttenplan in Westböhmen. Er ließ 1901 bis 1904 das Neue Schloss und ein neues Pfarrhaus erbauen. In einem Anbau am Alten Schloss richtete er einen Kindergarten ein.
1879 hatte Maximilian von Berchem in Salzburg Prinzessin Ernestine, Markgräfin von Pallavicini (1849–1936) geheiratet. Das Paar hatte drei Töchter und drei Söhne, darunter den Diplomaten Johannes (Hans) Graf von Berchem (1881–1961). Ihm gehörte das Anwesen Ainmillerstraße 25 in München. Der älteste Sohn Walter Graf von Berchem (1880–1967) erbte Kuttenplan.

## Auszeichnungen
- Wirklicher Geheimer Rat, ernannt am 31. März 1890
- Roter Adlerorden, 2. Klasse mit Stern und Eichenlaub[4]
- Königlicher Kronen-Orden (Preußen), 1. Klasse
- Eisernes Kreuz (1870), 2. Klasse
- Verdienstorden der Bayerischen Krone, Großkomtur
- Verdienstorden vom Heiligen Michael, Großkreuz
- Militärverdienstorden (Bayern), Ritter I. Klasse
- Orden der Württembergischen Krone, Komtur mit Stern
- Friedrichs-Orden, Ritter I. Klasse
- Orden vom Zähringer Löwen, Kommandeur I. Klasse
- Großherzoglich Hessischer Philippsorden, Ritter I. Klasse
- Schaumburg-Lippe, Militär-Verdienstmedaille
- Ehrenlegion, Ritter
- Orden der Krone von Italien, Großkreuz
- Orden der Aufgehenden Sonne, Großkreuz
- Orden der Eisernen Krone (Österreich), Großkreuz
- Franz-Joseph-Orden, Großkreuz
- Sonnen- und Löwenorden, Großkreuz
- Christusorden (Portugal), Großkreuz
- Orden der Krone von Rumänien, Großkreuz
- Russischer Orden der Heiligen Anna, 1. Klasse
- Sankt-Stanislaus-Orden, 2. Klasse mit Stern
- Nordstern-Orden, Großkreuz
- Orden Karls III., Großkomtur
- Mecidiye-Orden, I. Klasse